# Waynesboro (Georgia)
Waynesboro város az Amerikai Egyesült Államok Georgia államában, Burke megyében, melynek megyeszékhelye is. Lakosainak száma 5799 fő (2020. április 1.).

## Népesség
A település népességének változása:

| 2010 | 5 766 |
| 2020 | 5 799 |